# Lorraine Gary
Lorraine Gary (* 16. August 1937 in New York City, New York, als Lorraine Gottfried) ist eine US-amerikanische ehemalige Schauspielerin.

## Leben und Wirken
Lorraine Gary debütierte 1967 in einer Folge der Fernsehserie Polizeibericht. Von 1968 bis 1973 trat sie in einigen Folgen der Fernsehserie Der Chef auf. In dem Fernsehdrama The City (1971) spielte sie an der Seite von Anthony Quinn. 1977 wirkte sie in dem Filmdrama Ich hab’ dir nie einen Rosengarten versprochen mit.
In Der weiße Hai spielte Gary die Rolle von Ellen Brody, der Ehefrau von Polizeichef Martin Brody (Roy Scheider). Sie trat noch in zwei Fortsetzungen des Erfolgsfilms auf. Für Der weiße Hai – Die Abrechnung (1987) wurde sie gleichzeitig für den Saturn Award und für die Goldene Himbeere nominiert. Es sollte ihr letzter Filmauftritt bleiben. Eigentlich hatte sie sich bereits nach 1941 – Wo bitte geht’s nach Hollywood im Jahre 1979 aus dem Filmgeschäft verabschiedet, machte aber für die dritte Fortsetzung von Der weiße Hai eine Ausnahme.
Gary war seit 1956 mit dem Filmproduzenten Sid Sheinberg (1935–2019) verheiratet. Sie haben zwei Söhne, die ebenfalls als Filmproduzenten arbeiten, Bill Sheinberg und Jonathan Sheinberg.

## Filmografie (Auswahl)
- 1971: The City (Fernsehfilm)
- 1973: Der Mordfall Marcus-Nelson
- 1974: Einsatz in Manhattan (1 Folge)
- 1975: Der weiße Hai (Jaws)
- 1976: Am Freitag schlief der Rabbi lang (Lanigan’s Rabbi) (Fernsehfilm)
- 1976: Car Wash – Der ausgeflippte Waschsalon (Car Wash)
- 1977: Ich hab’ dir nie einen Rosengarten versprochen (I Never Promised You a Rose Garden)
- 1978: Der weiße Hai 2 (Jaws 2)
- 1978: Die Crash Company (Zero to Sixty)
- 1978: Todesflug 401 (TV) (Crash)
- 1979: 1941 – Wo bitte geht’s nach Hollywood (1941)
- 1987: Der weiße Hai – Die Abrechnung (Jaws: The Revenge)